# Štagara
Štagara (mađ. Apostag) je selo u središnjoj Mađarskoj.
Zauzima površinu od 31,94 km četvornih.

## Zemljopisni položaj
Nalazi se u regiji Južni Alföld, na 46°52'51" sjeverne zemljopisne širine i 18°57'31" istočne zemljopisne dužine.

## Upravna organizacija
Upravno pripada kunsentmikloškoj mikroregiji u Bačko-kiškunskoj županiji. Poštanski broj je 6088.

## Povijest
U srednjem vijeku je u Štagari bila rotunda sad 12-kutnim poligonom, a patrocinij su bili 12 apostola. Slični postoji u slovačkom gradu Bini.

## Stanovništvo
U Štagari živi 2105 stanovnika (2001.). Mađari su većina. Rimokatolika je 49%, kalvinista iznad 27%, luterana je 12,4% te ostalih.